# Padre Coraje
Padre Coraje è una telenovela argentina prodotta, nel 2004, dalla casa di produzione Pol-ka Producciones.
Ha ricevuto alcuni premi, e in Italia venne trasmessa dal 3 gennaio al 12 luglio 2011 su Lady Channel e dal 1º ottobre 2013 al 7 aprile 2014 su Vero Capri.

## Trama
La telenovela è inizialmente ambientata nella città di La Cruz, in Argentina, tra il 1952 ed il 1953. Un giovane idealista, soprannominato Coraje, proprio per il suo coraggio, ha il forte desiderio di aiutare i più deboli, aiutato dagli amici, Santo Tomini e Mercedes "Mecha" Tomini. Vogliono aiutare il prete della città, ma scoprono che a La Cruz il sindaco è il malvagio Manuel Costa. Tutti incolpano Coraje della morte di Alejandro Guerrico. Costa è il capo della croce di Betania. Coraje si reca a La Cruz, prendendo il posto del prete ucciso.
Però quando Coraje arriva in città incontra Clara Guerrico, figlia di Alejandro, che giura di ucciderlo, però questi si innamora di lei, nonostante sia fidanzata con Horacio Costa, figlio del sindaco. Coraje pensa che dietro alla morte di Alejandro ci sia il sindaco e chiede aiuto a Clara. Lei però dopo un po' si innamora di padre Juan e Coraje, non sapendo che sono la stessa persona.
Anche la sorella di Clara, Ana, è innamorata di Coraje, però quando Clara dovrà scegliere se far soffrire Ana andando via con Coraje, preferirà restare con lei. Alla fine della serie Clara e Coraje si sposeranno e avranno anche un figlio.

## Premi

### Martin Fierro 2004
- Martin Fierro d'Oro
- Miglior romanzo
- Miglior canzone originale
- Facundo Arana come miglior attore protagonista in un romanzo
- Carina Zampini per la migliore attrice in un romanzo
- Luis Machin per il miglior attore non protagonista in un dramma
- Julia Calvo per la migliore attrice in un dramma
- Nacha Guevara come una apparizione speciale nella fiction migliore

## Candidature

### Martin Fierro 2004
- Raúl Rizzo come miglior attore protagonista in un romanzo
- Leonor Benedetto per la migliore attrice in un romanzo
- Nora Cárpena per la migliore attrice in un romanzo
- Nancy Dupláa per la migliore attrice in un romanzo
- Javier Lombardo per il miglior attore non protagonista in un dramma
- Matías Santoianni per il miglior attore non protagonista in un dramma
- Mercedes Funes per la migliore attrice in un dramma
- Melina Petriella per la migliore attrice in un dramma
- Víctor Laplace come una apparizione speciale nella fiction migliore
- Mercedes Funes come una rivelazione
- Fabiana García Lago come una rivelazione
- Marcos Carnevale e Marcela Guerty come migliori autori
- Sebastian Pivot e Martin Saban come migliori registi